# レニングラード事件
レニングラード事件（レニングラードじけん、露: Ленинградское дело
, 英: Leningrad affair）とは、1940年代末から50年代初め、レニングラード党支部の外に反ソビエト組織を創る「意図」を持ち、「反逆」を行ったとして、ソ連共産党の著名なメンバーの多くを告発するために偽造された、連続「犯罪」事件である。

## 概要
1949年にレニングラード州党組織での組織的な横領や不正選挙・分派活動が行われているとの"告発"が財務大臣アルセニー・ズベレフを介してマレンコフへと届けられ、更に党統制委員会のマトベイ・シキリャトフを通じて国家保安省のヴィクトル・アバクーモフの知るところとなった。レニングラード州はスターリン側近だったジダーノフの地盤でもあり、ジダーノフの死去に伴い予てから確執のあったマレンコフやベリヤとの権力争いが起きていた。
手始めに党中央委員会書記アレクセイ・クズネツォフとロシア共和国閣僚会議議長ミハイル・ロディオノフが貿易見本市絡みの不正行為で告発され、更にゴスプラン議長ニコライ・ヴォズネセンスキーが生産計画の改竄容疑で取り調べられることとなった。
更にアバクーモフの指揮によって捜査が進むと幹部による私的な資金流用や着服が発覚、先に告発された3人に加えてピョートル・ポプコフレニングラード市長、ピョートル・ラズーチン党レニングラード市委員会第一書記、ヤーコフ・カプーシチン党レニングラード市委員会第二書記も逮捕。1950年10月に以上6人は有罪とされ、一時廃止となっていた死刑を復活させて程無く処刑された。更に「共犯者」への追及と裁判も行われ、20人が死刑となり加えて近親者まで含めて200人以上に刑事罰が課された。

## その後
スターリンの死後、アバクーモフの医師団陰謀事件の捜査への疑義からレニングラード事件に関する捜査にも再調査が行われた。マレンコフやベリヤ更にはフルシチョフの追及によりアバクーモフの恣意的な弾圧とされ、アバクーモフら国家保安省の主要幹部が粛清されると共に告発された全員が後に（多くはその死後に）名誉回復となった。ちなみにマレンコフの関与についてはスターリンの承認を得たものだったとマレンコフ本人が後に証言している。
この一件でソ連当局はレニングラードの党及び政府の指導部を刷新され、約2千人が指導部を追われた。この時レニングラード党委員会第一書記となったのがフロル・コズロフであり、その後フルシチョフが権力を握ると同時に側近として権勢を奮う端緒となった。